# 28680 Sandralitvin
28680 Sandralitvin este un asteroid din centura principală de asteroizi.

## Descriere
28680 Sandralitvin este un asteroid din centura principală de asteroizi. A fost descoperit pe 5 aprilie 2000 la Socorro, New Mexico, în cadrul proiectului LINEAR. Asteroidul prezintă o orbită caracterizată de o semiaxă mare de 2,38 ua, o excentricitate de 0,14 și o înclinație de 3,1° în raport cu ecliptica.